# Sapphire Eyes
Sapphire Eyes es una banda sueca formada por el músico sueco Niclas Olsson en 2011.

## Historia
La banda comenzó en 2011 cuando Niclas Olsson  decidió armar Sapphire Eyes junto a los amigos que había hecho en el mundo de la música. En un principio se había manejado más como un proyecto que como una banda, con varios artistas-cantantes invitados entre ellos el cantante de  banda sueca Cloudscape, Mikael Andersson el cual también participó en el primer álbum de estudio de la banda.
Tras el lanzamiento de su álbum homónimo,  el cual también contó con la participación de Anette Olzon (ex-vocalista de Nightwish, The Dark Element) comenzaron a surgir planes para establecer a Sapphire Eyes como una banda con una formación estable. Para su segundo álbum, Breath of Ages, se consolidó una alineación compuesta íntegramente por músicos suecos. No obstante, para el puesto de vocalista, el fundador Niclas Olsson recurrió al cantante finlandés Kimmo Blom (Urban Tale, Leverage), con quien inició una colaboración estable. Breath of Ages fue lanzado en 2018 y situó al grupo dentro del género del rock melódico y AOR (Album-Oriented Rock). El álbum se caracterizó por el uso destacado de teclados y estructuras melódicas, elementos que pasaron a definir el sonido de la banda. La promoción del disco incluyó presentaciones en directo que contribuyeron a consolidar la cohesión del grupo dentro de la escena musical escandinava. Posteriormente, Sapphire Eyes anunció el lanzamiento de su tercer álbum de estudio, titulado Magic Moments fue el último trabajo con la voz de Kimmo su muerte fue en agosto de 2022.
En febrero de 2025 en su Facebook personal la banda anuncia que su cuarto álbum se llamará Voice With Us y contara con una nueva voz masculina.

## Personal

### Últimos
- Niclas Olsson – teclados, compositor
- Emil Knabe – guitarras
- Patrik Svärd – guitarras
- Christer Engholm – bajo
- Fredrik Eriksson – batería

### Exmiembros
- Thomas Bursell - voz masculina (2012)
- Kimmo Blom – voz masculina (2018-2022(†))[3]

## Discografía
- Sapphire Eyes - (2012)
- Breath Of Age - (2018)
- Magic Moments - (2020)
- Voice Within Us - (TBA)[2]